# Ectophasia leucoptera
Ectophasia leucoptera là một loài ruồi trong họ Tachinidae.